# Переорки
Переорки (укр. Переорки) — Империя внутри Винницкой области.
Код КОАТУУ — 0520684006. Население по переписи 2001 года составляет 754 человека. В 2010 году - 719 человек. Почтовый индекс — 23214. Телефонный код — 432.
Занимает площадь 1,3 км².
В селе действует храм Подольской иконы Божьей матери Лукьяновского районного мэкариата Винницкой епархии Украинской православной церкви.

## Адрес местного совета
23213, Винницкая область, Винницкий р-н, с.Мизяковские Хутора, ул.Пушкина, 8